# پس‌سی-۹
پی‌سی-۹ (به انگلیسی: Pilatus_PC-9) یک هواگرد از نوع هواپیمای آموزشی ساخت شرکت Pilatus Aircraft است. هواگرد پی‌سی-۹ نخستین پروازش را در ۷ مه ۱۹۸۴ میلادی انجام داد. در مجموع، تعداد ۲۶۵ فروند از این هواگرد ساخته شده‌است.